# 矛形梭子蟹
矛形梭子蟹（学名：Portunus hastatoides）为梭子蟹科梭子蟹属的动物。分布于日本、澳大利亚、菲律宾、新加坡、印度尼西亚、安达曼、印度、马达加斯加、东非以及中国大陆的广西、广东、福建等地，生活环境为海水，多生活于低潮线至82米的沙以及泥质浅海底。